# Depilación láser
La depilación láser es un método de depilación que existe desde 1994 basado en la eliminación del vello de forma permanente mediante la emisión lumínica del láser, por lo que es un tipo de fotodepilación.
Hoy por hoy hay numerosos centros de belleza que brindan excelentes servicios en el área de estética y belleza pero que debes saber si quieres ser un especialista respetado y ante todo profesional en el área. 
Con respecto a las fotografías los especialistas deben tener un amplio repertorio de imágenes no solo para mostrar los resultados (que también es importante) sino no también para salvaguardar al especialista, tener un portafolio privado y al detalle de las zonas tratadas es sumamente importante para dar un seguimiento correcto al paciente y también  para llevar una continuidad correcta de cómo se encontraba la dermis antes y después de la intervención del especialista. Además tener fotografías de los  resultados antes y después de todas las áreas sin cubrir  siempre es un plus para mostrar a tus futuros pacientes que sientan curiosidad o miedo a intervenirse cualquier zona que por lo general es zona facial y zona íntima. 

## Características
En 1958 se descubrió el láser, y en 1994 se desarrolló el Láser Rubí de alta potencia con aplicación para depilación. El Láser Rubí solo podía ser utilizado en pieles muy claras por su baja longitud de onda y existía el peligro de producir alguna quemadura, por lo que actualmente es un sistema en desuso. Con el paso del tiempo y gracias a los avances tecnológicos, se desarrollaron otros sistemas como Láser Alejandrita, Láser Diodo y Láser Neodimio-Yag, eficientes en la eliminación del vello y seguros. Se ha creado un nuevo láser llamado Láser Elight que viene de la preconversión del láser yag y que utiliza diferentes filtros medidos desde los 400 nm hasta los 950 nm, con lo que se utiliza para todos los tipos de piel de la forma más segura y fiable.
La tecnología de la depilación láser comienza por el año 1990 a partir de que varios médicos al utilizar las técnicas del quemado de verrugas y operaciones con láser quirúrgicos se dieron cuenta de que en las zonas del cuerpo donde se aplicaban energías controladas traía también como resultado la eliminación del vello. Este hecho ocurre por la emisión de un haz de luz que, dado el principio físico-químico sobre base científica llamado fototermólisis selectiva, se emite una luz controlada que produce determinada cantidad de calor que es absorbido por sustancias que contiene el vello y que tienen una coloración determinada. La sustancia que absorbe la luz se llama cromóforo, y en cada tratamiento será diferente; por ejemplo, en la depilación láser será la melanina presente en el vello, en el caso de lesiones vasculares la hemoglobina oxigenada presente en el torrente sanguíneo, en el caso del acné la porfirina fabricada por la bacteria causante de la infección, y por último en el caso de manchas, la melanina epidérmica.
La luz que emiten los equipos está convenientemente filtrada, para permitir únicamente que determinadas longitudes de onda sean absorbidas.
1- El láser es todo equipo que emite luz de una única longitud de onda, es decir es un rayo de luz que se caracteriza por ser:
-Monocromática
-Colimada
-Coherente
Es decir, una luz que no se dispersa en el espacio.
Los equipos láser se caracterizan por ser grandes, pesados, costosos y muy lentos a la hora de trabajar y sobre todo de gran riesgo, ya que necesitan para funcionar una gran cantidad de energía.
El láser funciona correctamente en tratamientos en pieles muy blancas y vello muy oscuro, en caso contrario no son muy eficaces.
Los tipos de láser para la depilación son:
1. Alejandrita, emite una longitud de onda de 755 Nanómetros.
2. Diodo, emiten una longitud de onda de entre 820 – 850 Nanómetros.
3. Laser SHR: Puede emitir longitudes de ondas variables entre los 430 - 700 Nanómetros.
4. Neodimio – YAG, emiten una longitud de onda de entre 1064 – 1065 Nanómetros.
5- Luz Pulsada o IPL: 
Los equipos de Luz Pulsada Intensa o IPL emiten, por el contrario, un espectro amplio de longitudes de onda.
La luz que emiten se caracteriza por ser:
- No colimada
- Incoherente
- Policromática
Es decir, es luz que sí se dispersa en el espacio.
A diferencia del láser emiten un espectro muy amplio de longitudes de onda, normalmente entre 400 y 1200 nanómetros.
Son muy eficaces en el tratamiento de todo tipo de vello sobre todo tipo de piel, y permiten realizar múltiples tratamientos, como las manchas, varicosidades, acné, etc.
Su ventaja más importante es la seguridad, ya que las posibilidades de provocar daños a la piel son escasas, y cuando esto ocurre son muy superficiales.
Los tratamientos de depilación láser ya no son lo que eran dados los avances de los últimos años. Cada vez es más accesible para todo tipo de personas.

## Tipos de láser
Existen varios tipos de láser usados para la depilación. Dependiendo de la longitud de onda en la que emiten, actuarán mejor sobre un tipo de vello u otro.
- Láser Rubí: emite la luz a una longitud de onda de 695 nm. Especialmente indicado para pieles muy claras. Actualmente en desuso por su poca versatilidad y riesgos de quemadura.
- Láser Alejandrita: emite la luz a una longitud de onda de 755nm. Se puede utilizar en casi todos los tipos de pieles y de vellos, siendo especialmente efectivo en pieles blancas o de tono medio, es el láser que más tiempo lleva en el mercado y está demostrado que no tiene efectos secundarios a corto y largo plazo.
- Láser Diodo: trabaja a una longitud de onda de 810 nm. Versátil, se suele emplear para pieles más oscuras, con fototipo superior a III. El láser soprano es un tipo de láser diodo con un sistema de funcionamiento a ráfagas transmitiendo menores energías durante varios pulsos en la misma zona.
- El láser SHR (Super Hair Removal) es una innovadora tecnología de depilación que combina las ventajas del láser y la luz pulsada para eliminar el vello de manera más rápida y cómoda. Este método es casi indoloro y apto para diferentes tipos de piel, logrando resultados efectivos y duraderos en menos sesiones.
- Láser Neodimio-Yag: con una longitud de onda de 1064 nm, se usa para pieles bronceadas o muy oscuras o fototipo V. Cuanto más clara sea la piel, los resultados serán más rápidos, ya que las potencias siempre podrán ser mayores.

- Láser E-light o láser de hyper luz pulsada intensa, con longitudes de ondas entre los 420 y los 950nm, se utiliza para todos los tipos de piel con pulsos de repeticiones. El láser Ridiard es un tipo de láser E-light con mezcla de gases de xenón y kriptón que crean una longitud de onda profunda con alta repetición y especialmente sin la percepción del dolor con resultados más rápidos que nunca.

## Tratamiento
Antes del tratamiento se rasura el vello de la zona a tratar y dependiendo del tipo de piel y del vello del paciente se ajustan los parámetros para obtener los mejores resultados. 
El paciente y el operador deben ponerse gafas de protección y es conveniente utilizar un sistema de crioterapia o enfriamiento para minimizar el dolor y el enrojecimiento posterior de la zona. 
Al final del tratamiento es aconsejable el uso de cremas hidratantes para calmar la zona tratada, así como de bloqueador solar. Sin embargo, no es necesario el uso de cremas en el uso de algunos láseres de nueva generación.

## Resultados
La depilación láser es un método de depilación permanente del vello. Es decir, el vello eliminado no vuelve a crecer y es normal que se necesiten varias sesiones para eliminar la mayor parte del vello en la zona corporal. Existe un porcentaje del vello que queda con poca melanina y el mismo no es posible de eliminar con alta eficacia.
Los resultados de la depilación láser pueden estar muy influenciados por las hormonas tanto en hombre como mujer y en el área facial se produce un crecimiento de vello nuevo de forma muy común y en algunos casos en el cuerpo durante gran parte de la vida, por lo que en estas zonas no es posible la eliminación total y definitiva del mismo. Por ello, es común la realización de más sesiones posteriores al tratamiento para eliminar el nuevo vello.
Se aconseja no depilar la zona tratada con ceras ni pinzas ni ningún sistema que arranque el vello de raíz antes y después de aplicar el láser. De esta forma hace más efecto al dañar el folículo piloso.

## Efectos secundarios y contraindicaciones
Existen pocos riesgos en la depilación láser que hay que conocer. Para evitar posibles complicaciones ligadas a irritaciones dermatológicas, se recomienda que se realice con láser médico y profesionales que garanticen las máximas medidas de seguridad.
La depilación láser está contraindicada solo por seguridad durante el embarazo, lactancia y pacientes bajo medicación fotosensibilizante y en pacientes que hayan estado expuestos al sol o radiación UVA y que su nivel de pigmentación sea alto. 